# Te Mana o te Mau Motu
Te Mana o te Mau Motu (tahitià el poder de les illes) és un grup parlamentari de l'Assemblea de la Polinèsia Francesa, creat per vuit parlamentaris l'abril de 2008, procedents principalment del partit Te Niu Hau Manahune, partit de les illes Tuamotu dirigit per Teina Maraeura. Originàriament eren sis diputats escollits dins les llistes d'O Porinetia To Tatou Ai'a a les eleccions legislatives de Polinèsia Francesa de 2008 que el 8 d'abril de 2008 abandonaren la coalició, tot i que es mantingueren fidels al seu president, Gaston Tong Sang. El 14 d'abril se li van unir dos diputats de la l'UDSP (Unió pel Desenvolupament, l'Estabilitat i la Pau).